# Naturschutzgebiet Elpe- und Bremecketal
Das Naturschutzgebiet Elpe- und Bremecketal mit einer Größe von 11,2 ha liegt nördlich Elpe im Stadtgebiet von Olsberg im Hochsauerlandkreis. Das Gebiet wurde 2004 mit dem Landschaftsplan Olsberg durch den Hochsauerlandkreis als Naturschutzgebiet (NSG) ausgewiesen. Südlich schließt das Landschaftsschutzgebiet Elpetal unterhalb von Elpe an. Nördlich folgt das Landschaftsschutzgebiet Olsberg.

## Gebietsbeschreibung
Beim NSG handelt es sich um die Flüsse Elpe und Bremecke, ferner die Flussauen der beiden Flüsse.

## Pflanzenarten im NSG
Auswahl vom Landesamt für Natur, Umwelt und Verbraucherschutz Nordrhein-Westfalen dokumentierte Pflanzenarten im Gebiet: Bachbunge, Bauchiges Birnmoos, Bitteres Schaumkraut, Echtes Springkraut, Frauenfarn, Fuchssches Greiskraut, Gegenblättriges Milzkraut, Gemeines Beckenmoos, Gemeines Quellmoos, Gewelltes Plattmoos, Gewimpertes Kreuzlabkraut, Gewöhnliche Pestwurz, Hain-Gilbweiderich, Hain-Sternmiere, Kohldistel, Mittleres Hexenkraut, Punktiertes Wurzelsternmoos, Quell-Sternmiere, Sumpf-Vergissmeinnicht, Ufer-Schnabeldeckelmoos, Wald-Schachtelhalm, Wald-Ziest, Welliges Sternmoos, Wildes Silberblatt und Winkel-Segge.

## Schutzzweck
Im NSG soll die beiden Flüsse und die Aue geschützt werden. Wie bei allen Naturschutzgebieten in Deutschland wurde in der Schutzausweisung darauf hingewiesen, dass das Gebiet „wegen der Seltenheit, besonderen Eigenart und Schönheit des Gebietes“ zum Naturschutzgebiet wurde.